# Rose de Burford
Rose de Burford (de vegades Roesia i de vegades de Boreford) (data del naixement desconeguda - morta el 1329, Anglaterra) era una empresària i comerciant del segle xiv a la Ciutat de Londres, Anglaterra.
Nascuda Rose Romeyn, era la filla de Juliana Hautyn i Thomas Romayn (mort 1312), un pròsper comerciant de llana i espècies i alderman (segons la llei anglesa, un membre del consell municipal) de la ciutat de Londres. Rose es va casar amb el soci empresarial del seu pare, John de Burford que també era un alderman. Rose va estar activament compromesa en el negoci del seu marit. El seu principal client era el departament estatal de roba reial, una oficina que supervisava les despeses personals a la casa reial. Quan John va morir al voltant de 1322, Rose va assumir l'administració plena de l'empresa i també de les propietats adquirides. Rose és coneguda per que va tenir propietats a Londres i també a Surrey, Kent i Sussex. La seva segona residència era a Cherletone al comtat de Kent. Va tenir un fill, James, i una filla Katherine.
Portava un negoci de brodat i sota la direcció d'Edward II va fer una capa pluvial d'"opus anglicum" decorada en coral per la que va rebre 100 marcs. A la petició d'Elisabet de França, reina d'Anglaterra aquestes vestimentes van ser enviades al Papa com a regal.
Rose va donar diners per a la construcció d'una capella al costat sud de l'església de Sant Tomas Apòstol al carrer Cullum a la Ciutat de Londres.